# کلینیک ترک بی‌حجابی
کلینیک ترک بی‌حجابی عنوان طرحی بود که توسط ستاد امر به معروف و نهی از منکر در ایران با هدف «درمان علمی و روان شناختی بی‌حجابی» در سال ۱۴۰۳ مطرح شد. طبق اعلام ستاد امر به معروف و نهی از منکر، با دستور قضات زنانی که فاقد حجاب اجباری هستند، به این مراکز معرفی می‌شوند.  انتشار این خبر واکنش‌های متعددی را داشت و معاون امور زنان و خانواده ریاست جمهوری تاکید کرد که تشکیل کلینیک حجاب هیچ ارتباطی با دولت ندارد.

## واکنش‌ها
- زهرا بهروزآذر معاون امور زنان و خانواده ریاست جمهوری درباره تشکیل کلینیک حجاب گفت: این موضوع هیچ ارتباطی به دولت ندارد و شکل‌گیری آن در دولت تصویب نشده است.[۳]
- فاطمه مهاجرانی سخنگوی دولت اعلام کرد این اقدام ستاد امر به معروف با هماهنگی و اطلاع دولت نبوده است.[۴]
- انجمن روانشناسی ایران و انجمن علمی‌روان‌درمانی ایران هم در یک بیانیه مشترک در واکنش به ایجاد کلینیک‌های ترک بی‌حجابی، بیانیه‌ای صادر کردند که در آن آمده است: «خبر راه‌اندازی «کلینیک ترک بی‌حجابی در تهران» موجب تشویش اذهان عمومی‌ شده و متخصصان سلامت روان را متعجب و در عین حال به‌ شدت نگران کرده است.»  [۵]
- دکتر حمید پورشریفی، رییس انجمن روانپزشکی ایران هم در این مورد گفت: «طرح‌هایی مانند کلینیک‌های ترک بی‌حجابی، سوءاستفاه از روانشناسی هستند. حجاب مردم ربطی به مسائل سلامت روان آنها ندارد و انتخابی فردی است.» [۶]